# КК ХЕО
Кошаркашки клуб Херцеговац је основан 1981. године и од тада до данас успјешно наступа на домаћој и широј спортској сцени. За нешто више од двадесет година постојања одгојио је бројне генерације младих кошаркаша. КК Херцеговац је нарочито присутан у нашој спортској јавности у посљедњих неколико година, доспјевши до Премијер лиге 2001. године, гдје такмичи до 2012. године, када због финансијских проблема исптупа из такмичења. КК Херцеговца такмичио се у Европи у CHALLENGER КУПУ у сезони 2002/03. Захваљујући овом клубу, кошарка је све више присутна међу младим нараштајима а преко видних резултата његових играча и Билећа се све више афирмише у спортској јавности. 
Клуб окупља око 150 чланова који вриједно раде кроз секције пионира, кадета, јуниора, омладинаца и сениора. КК Херцеговац је суорганизатор популарног СТРЕЕТ БООЛ традиоционалног баскет турнира у Билећи.
Од играча који су поникли у КК Херцеговац а направили завидну каријеру, истичу се: Жарко Вујовић (Слобода Дита Тузла, Локомотива Мостар, Металац Ваљево, Пивоварна Лашко, Слобода Дита Тузла), Жељко Бошњак (Југ Дубровник, Раднички Београд, Триглав Крањ, Литиа Литиа), Горан Радмиловић (Враце Сарајево, Беовук Београд) и Драган Вујовић (БФЦ Беочин Беочин, Пролетер Зрењанин, Јагодина Јагодина, Полет Керамика Бечеј, Репрезентација Републике Српске), а од млађих играча Милан Милошевић (Слобода дита, Црвена звезда, Босна АСА БХ Телеком, Керавнос Никозија , Будућност, Репрезентација БИХ) и Драшко Албијанић (Леотар, Слобода Дита, Борац Бањалука, Асесфтом Плоестија Репрезентација БИХ).
Важно је напоменути да КК Херцеговац има убједљиво највећу посјету на утакмицама у свим ранговима такмиченња.

## Састав екипе
у сезони 2009/10 за КК Херцеговац играју следећи играчи:
| Број | Име и презиме       | Годиште | Позиција | Висина |
| ---- | ------------------- | ------- | -------- | ------ |
| 4    | Вукајловић Зоран    | 1979    | Бек      | 197    |
| 6    | Куреш Вук           | 1991    | Бек      | 184    |
| 7    | Пејовић Андрија     | 1983    | Центар   | 202    |
| 10   | Симоновић Лазар     | 1982    | Плеј     | 186    |
| 11   | Врањеш Немања       | 1988    | Бек      | 188    |
| 12   | Радовановић Божидар | 1991    | Плеј     | 186    |
| 15   | Куљић Александар    | 1986    | Бек      | 197    |
| 17   | Парежанин Илија     | 1993    | Плеј     | 187    |
| 20   | Вуковић Марко (К)   | 1984    | Бек      | 188    |
| 21   | Вуковић Славиша     | 1987    | Крило    | 202    |
| 23   | Савић Слободан      | 1990    | Бек      | 192    |
| 33   | Црнобрња Саша       | 1983    | Центар   | 203    |
| 34   | Пичета Предраг      | 1993    | Центар   | 197    |
| 55   | Јокановић Борис     | 1987    | Бек      | 195    |
|      | Братић Немања       | 1993    | Бек      | 198    |
|      | Милићевић Дарко     | 1992    | Бек      | 196    |
|      | Вукоје Милан        | 1992    | Крило    | 198    |
|      | Капор Срђан         | 1993    | Бек      | 192    |